# Омельяненко, Константин Сергеевич
Константин Сергеевич Омельяненко (род. 1936 года) — председатель колхоза «Россия» Волновахского района Донецкой области, Украинская ССР. Герой Социалистического Труда (1990). Народный депутат СССР от округов Украины.
Окончил Херсонский сельскохозяйственный институт имени Д. А. Цюрупы.
Указом № УП — 873 Президента СССР Михаила Сергеевич Горбачёва «О присвоении звания Героя Социалистического Труда тов. Омельяненко К. С.» от 16 октября 1990 года «за большой личный вклад в освоение интенсивных технологий, внедрение прогрессивных методов организации труда и достижение высоких результатов в производстве продукции земледелия и животноводства» удостоен звания Героя Социалистического Труда с вручением ордена Ленина и золотой медали «Серп и Молот».
Избирался Народным депутатом СССР от Волновахского избирательного округа № 435.
Сочинения
- Эффективно, рентабельно : [Колхоз «Россия» Волновахского р-на] / К. С. Омельяненко. — Донецк : Донбас, 1987. — 48 с.; 21 см.